# Wolf-Dietrich Neiling
Wolf-Dietrich Neiling (* 28. April 1942; † 2024) war ein deutscher Handballspieler.

## Leben
Neiling verließ 1960 Biesenthal, um nach Leipzig zu gehen, wo er ein Studium an der Deutschen Hochschule für Körperkultur (DHfK) begann. Der am Kreis sowie im mittleren Rückraum eingesetzte 1,82 Meter große Handballer spielte beim SC DHfK Leipzig. 1966 gewann er mit den Sachsen unter Trainer Hans-Gert Stein den Europapokal der Landesmeister. Neiling spielte auch für die DDR-Nationalmannschaft. Durch den Bau der Berliner Mauer 1961 wurde Neiling von seiner Schwester getrennt, die im Westteil der Stadt lebte. Für ihn selbst kam der Gang in die Bundesrepublik nicht in Frage, da er sich um seine ebenfalls in der DDR lebende Mutter kümmerte. Dass seine Schwester 1969 nicht zur Beerdigung der Mutter in die DDR einreisen durfte, wurde als „einschneidendes Erlebnis“ für Neiling beschrieben, der sich weigerte, Mitglied der SED zu werden.
Neiling schloss 1968 sein Studium an der DHfK mit der Diplomarbeit „Über Spielleistungen von Oberligaspielern anhand von Auswertungen über mehrere Jahre“ ab und war an der Hochschule anschließend als Lehrkraft tätig. Promovieren wurde ihm untersagt. Er gehörte zu den Lehrkräften, die an der DHfK im Rahmen von internationalen Trainerkursen Studenten aus zahlreichen Ländern betreuten. Im Jahr 1974 gehörte Hassan Moustafa zu seinen Studenten. Neiling wurde nach der Auflösung der DHfK übernommen und arbeitete nach der Teilüberführung der Hochschule an die Sportwissenschaftliche Fakultät der Universität Leipzig weiterhin als Lehrkraft. 1992 veröffentlichte er in der Zeitschrift „Handballtraining“ den Artikel „Trainingsmittel zur Entwicklung koordinativer Faehigkeiten. Ein Beitrag aus der DHfK Leipzig“. Noch im Alter von mehr als 76 Jahren war er im Rahmen der internationalen Trainerkurse an der Universität tätig.